# Faro de Punta Caldera
El Faro de Punta Caldera o Faro Caldera, inaugurado el 1 de marzo de 1868 en la punta sur de la bahía homónima, a 2 km al oeste de Caldera, Chile. Fue construido en madera y tiene una estructura cuadrangular única en Chile. Es un faro giratorio y su luz blanca destella cada 12 segundos. Pertenece a la red de faros de Chile.
Para llegar a este faro, se encuentra habilitado un camino que puede ser recorrido por vehículos de tracción a las cuatro ruedas. Sin embargo, la cercanía con respecto a la ciudad, hace posible recorrer el trayecto a pie.

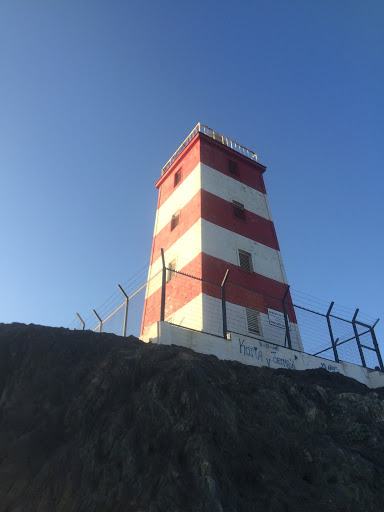
Faro de Punta Caldera